# Lore (película)
Lore es una coproducción germano-australiana dirigida en el año 2012 por Cate Shortland. Basada en la novela El cuarto oscuro de la escritora Rachel Seiffert y protagonizada por Saskia Rosendahl. La película se estrenó en agosto de 2012 en el Festival de Cine de Sídney. Se empezó a ver en los cines de Alemania el 1 de noviembre de 2012.
Australia presentó a Lore para alcanzar el Óscar a la mejor película de habla no inglesa en la ceremonia de 2013, aunque no logró pasar la selección.

## Argumento
Trata del viaje que emprende Lore con sus hermanos por Alemania para llegar a casa de su abuela poco después de finalizar la Segunda Guerra Mundial, debido a la desaparición de sus padres por ser miembros de las SS.

## Personajes
- Saskia Rosendahl como Hannelore Lore Dressler.
- Kai-Peter Malina como Thomas.
- Nele Trebs como Liesel Dressler.
- André Frid como Günther Dressler.
- Mika Seidel como Jürgen Dressler.
- Nick Holaschke como Peter Dressler.
- Ursina Lardi como Mutti Dressler (la madre).
- Hans-Jochen Wagner como Vati Dressler (el padre).
- Eva-Maria Hagen como Omi (la abuela).
- Sven Pippig como Bauer.
- Philip Wiegratz como Helmut.

## Premios
- Calificado como «especialmente valioso» por la Deutschen Film- und Medienbewertung.[3]
- Premio del público del Festival Internacional de Cine de Locarno (2012).
- 23 Festival Internacional de Cine de Estocolmo (2012): mejor película, mejor actriz (Saskia Rosendahl), mejor diseño de imagen (Adam Arkapaw), mejor música (Max Richter).[4]
- Hessischer Filmpreis a la mejor película (2012).
- 57 Semana Internacional de Cine de Valladolid: premio Pilar Miró al mejor nuevo director.[5]
- Festival de Cine de Hamburgo (2012): premio de la crítica.
- Bayerischer Filmpreis a la mejor música (2012).
- Tromsø Internasjonale Filmfestival (2013): premio Aurora.
- AACTA Award para Saskia Rosendahl como mejor actriz novel.
- Deutscher Filmpreis de bronce en la categoría de mejor película (2013).